# Marle (Hellendoorn)

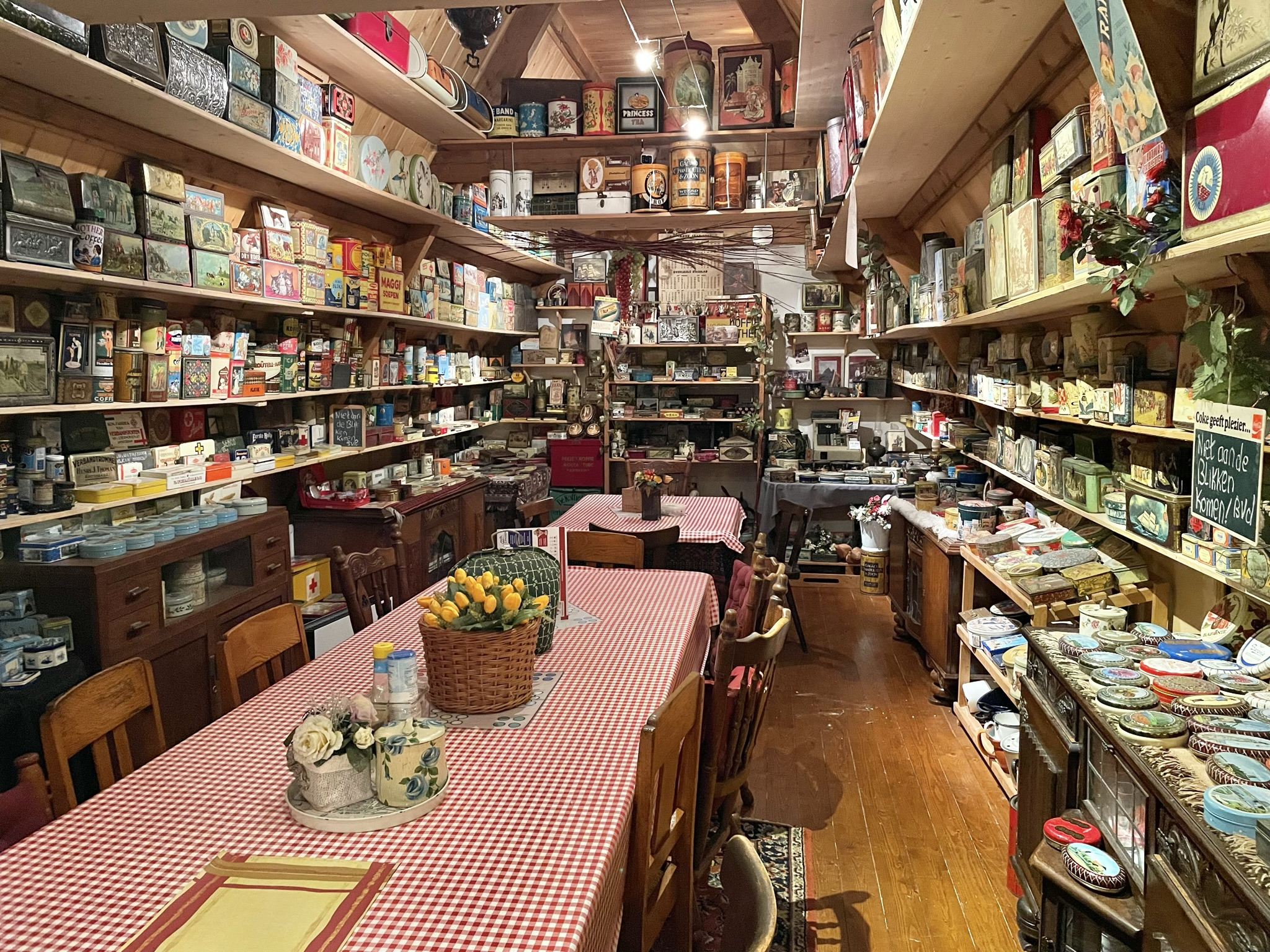
In het Nationaal Blikkenmuseum

Marle is een buurtschap in de gemeente Hellendoorn, midden in de Nederlandse provincie Overijssel. De buurtschap telt ongeveer 583 inwoners. Marle kent geen duidelijk centrum of midden. Er zijn echter een paar belangrijke plekken waaromheen de buurtschap ligt, zoals:
- 'n haandwiezer (de handwijzer, het kruispunt van de weg van Hellendoorn naar Daarle en de weg van Nijverdal naar Den Ham);
- de school: de Marliaantjes;
- het buurthuus: de Leemkamp;
- De Kempersbrug over het Overijsselskanaal.

De Regge scheidt Marle van Hellendoorn en Eelen en Rhaan. Marle grenst verder nog aan de gemeentes Twenterand en Wierden.
Marle heeft een actief verenigingsleven, wat zich voornamelijk afspeelt in het vernieuwde buurthuus de Leemkamp, waar onder andere ook de voetbalclub MVV '69 is gehuisvest. Zo is er verder nog bejaardengymnastiek, ouderensoos, een biljartvereniging, de Marlese Boerendansers, countrydansers en onder andere een vrouwenvereniging. Ook heeft Marle haar eigen Plaatselijk Belang.
Om haar bestaan te vieren is er eens in de vijf jaar een Marlesfeest. In 1987 werd er een commissie opgericht die het bestaan van Marle viert. Naast dit lokale feest werd er ook een stichting opgericht genaamd stichting Supporters Marle die zich inzet voor de Marlese bevolking, waaronder de voetbalvereniging. Deze activiteiten bestaan uit het organiseren van een Paasweekend met tractorpulling, autocross, motorcross en dergelijke evenementen. Ook organiseert zij evenementen als Koningsdag in de buurtschap.
Ook bevindt zich in Marle het Nationaal Blikkenmuseum, dat een collectie heeft van meer dan 10.000 blikken voor alle denkbare soorten artikelen. Sommigen zijn meer dan 150 jaar oud en zeldzaam. Het museum doet ook dienst als pannenkoekenrestaurant.

## Verkeer en vervoer
Marle ligt niet aan grote wegen. Er rijdt wel al jaren een buurtbus (lijn 594), van Nijverdal (via Hellendoorn) naar Daarle (en vervolgens naar Daarlerveen of Den Ham) die Marle aandoet.